# Alekseï Kravtchenko (acteur)
Pour les articles homonymes, voir Alekseï Kravtchenko.
Alekseï Ievguenievitch Kravtchenko (en russe : Алексе́й Евге́ньевич Кра́вченко), né le 10 octobre 1969 à Podolsk, est un acteur russe.
Il est principalement connu pour son rôle dans Requiem pour un massacre.
Il joue également dans le film L'Oiseau bariolé de Václav Marhoul sorti en 2019. Le film parle d'un sujet proche de celui de Requiem pour un massacre : la guerre à travers les yeux d'un enfant.

## Biographie
Alekseï Kravtchenko est né à Podolsk près de Moscou. En 1985, il a 14 ans lors de son premier rôle dans Requiem pour un massacre de Elem Klimov.

## Filmographie
(février 2018).
Le contenu est difficilement compréhensible vu les erreurs de traduction, qui sont peut-être dues à l'utilisation d'un logiciel de traduction automatique.
| Année | Titre                                       | Rôle                               | Notes          |
| ----- | ------------------------------------------- | ---------------------------------- | -------------- |
| 1985  | Requiem pour un massacre                    | Fiora Gaischun                     |                |
| 2000  | The Christmas Miracle                       | Maxim                              |                |
| 2002  | Brigada                                     | Vvedensky                          | Série télé     |
| 2002  | L'Étoile                                    | Sergent Anikanov                   |                |
| 2002  | Spetsnaz                                    | Capitaine 'Doc' Vladimir Vyazemsky | Minisérie télé |
| 2003  | Spetsnaz 2                                  | Capitaine 'Doc' Vladimir Vyazemsky | Minisérie télé |
| 2005  | Le 9e escadron                              | Capitaine Bystrov                  |                |
| 2005  | The Fall of the Empire                      | Capitaine Rysin                    | Série télé     |
| 2006  | Yeralash                                    | Issue number 198 (Fell, squeeze!)  |                |
| 2009  | Bros                                        | Makar Krylov                       | Série télé     |
| 2009  | High Security Vacation                      | Sergei Gagarin                     |                |
| 2010  | Prince Yaroslav (Ярослав. Тысячу лет назад) | Harald                             |                |
| 2010  | Bros - 2                                    | Makar Krylov                       | Série télé     |
| 2011  | Brothers                                    | Konstantin Starostin, Major MUR    | Série télé     |
| 2011  | Steep banks                                 | Andrey Belyaev                     | Série télé     |
| 2012  | Bros - 3                                    | Makar Krylov                       | Série télé     |
| 2013  | Piotr Lechtchenko                           | Sergey Burenin                     | Mini-série     |
| 2013  | Bros - 4                                    | Makar Krylov                       | Série télé     |
| 2013  | Double blues                                | Igor Krutitsky                     | Minisérie télé |
| 2014  | Men's holidays                              | Yuriy Popov                        | Série télé     |
| 2014  | I'm not afraid anymore                      | Igor Koltsov                       | Série télé     |
| 2016  | Ded Moroz. Bitva Magov                      | Karachun                           |                |
| 2017  | Paternal coast                              |                                    | Série télé     |
| 2019  | Painted Bird                                | Gavrila                            | Film           |